# Filialkirche St. Isidor (Leonding)

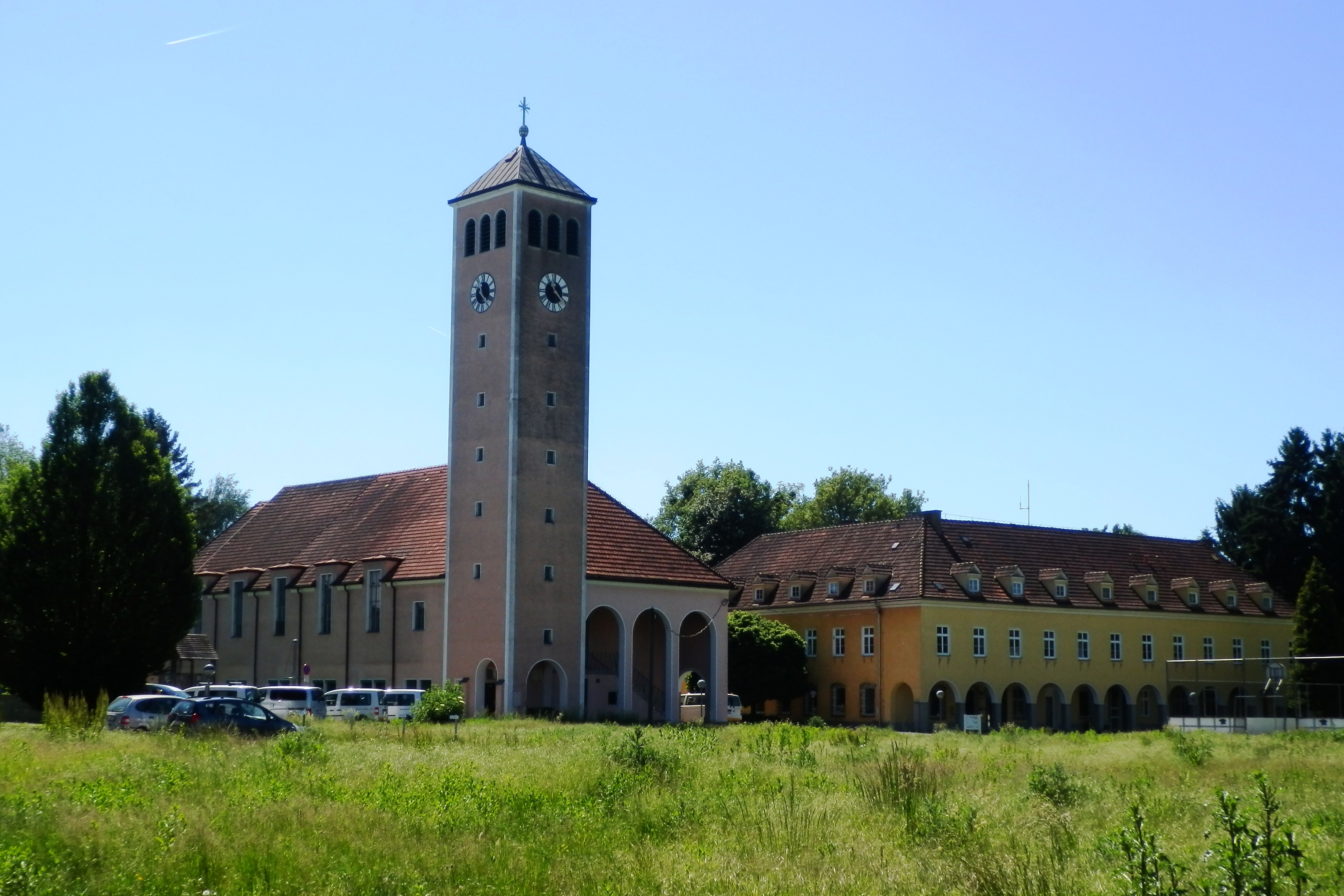
Filialkirche St. Isidor

Die Filialkirche St. Isidor steht im Ort St. Isidor in der Stadtgemeinde Leonding in Oberösterreich. Die römisch-katholische Filialkirche hl. Isidor der Pfarrkirche Leonding-Hart gehört zum Dekanat Traun in der Diözese Linz. Die Kirche steht unter Denkmalschutz.

## Geschichte
Die Kirche wurde 1951 bis 1952 nach den Plänen des Architekten Hans Arndt errichtet und 1983 bis 1984 erweitert. Sie befindet sich in der Kinderdorfanlage St. Isidor der Caritas. Es handelt sich um einen modernen Kirchenbau unter Verwendung von Elementen des Heimatschutzstils. Eine Besonderheit stellt der Umstand dar, dass der Kirchenraum im 1. Stock gelegen ist und über eine Stiege unter den Arkaden erreicht wird.

## Architektur
Bei der Kirche, einem zweigeschoßiger Bau über rechteckigem Grundriss mit Walmdach und seitlichem hohem, nachträglich aufgestocktem Kirchturm, handelt es sich um ein Mehrzweckgebäude, als Kapelle und Versammlungssaal errichtet wurde. 1983/84 folgte eine Erweiterung des Baus in Richtung Osten sowie die mehrgeschoßige Aufstockung des Turms.
Die Eingangsfront ist gekennzeichnet durch drei hohe rundbogige Arkaden, die eine offene Vorhalle mit Treppenaufgang zum im Obergeschoß befindlichen Kirchenraum bilden. Im Erdgeschoß befindet sich eine Turnhalle. Seitlich in der Nordwestecke steht der hohe Turm, der im Erdgeschoß von niedrigeren Arkaden durchbrochen ist. Korrespondierend dazu befindet sich eine ebenfalls niedrige Arkade am Aufgang zur Kirche an der gegenüberliegenden Südwest-Ecke. Die Arkaden nehmen Bezug auf das Verwaltungsgebäude der Kinderdorfanlage. Während die kleineren direkt auf das Verwaltungsgebäude verweisen, wird durch die drei hohen Arkaden eine Hierarchisierung zugunsten der Kirche erzeugt. Die Seitenfronten sind von den hohen, die Traufzone gaupenartig überschneidenden Rechteckfenstern des Obergeschoßes akzentuiert.
Der Raumeindruck des Kircheninneren ist bestimmt durch die bis zum Boden reichende Spitztonnenwölbung, deren Form durch den Dachstuhl mitbestimmt wird, jedoch von außen nicht ersichtlich ist. Die hohen, die Traufzone durchbrechenden Rechteckfenster präsentieren sich im Inneren, von außen nicht erkennbar, als tief eingeschnittene segmentbogige Fenster.

## Ausstattung
Die Stirnwand (Apsis/Altarwand) wird von einer monumentalen Wandmalerei mit einer mehrzonigen Darstellung der Kreuzigung Christi eingenommen. In der rahmenden Außenzone befinden sich seitlich die Darstellungen der Evangelistensymbole in Mandorlen und oben der Erzengel Michael mit Waage. Die innere Zone, die sich in ihrer Außenformung an die Deckenwölbung hält, ist einer zweizonigen, durch ein horizontales Wolkenband geteilten Darstellung der Kreuzigung Christi gewidmet. In der Zone unterhalb des Wolkenbandes befindet sich der untere Teil des Kreuzes, links flankiert von der Darstellung einer Frau, wohl Mutter, mit betendem Mädchen, rechts mit der Darstellung eines betenden Knaben mit Klosterschwester, beide vor architektonischer Staffage. In der Zone oberhalb der Wolken befindet sich der Gekreuzigte, links flankiert von der auf der Wolke stehenden Mutter Gottes, rechts von einem Engel mit Kind. Uber dem Gekreuzigten sind die Symbole für Gott Vater (Hand) und den Heiligen Geist (Taube) zu sehen. Damit wird die Darstellung zu einer Art modernem Gnadenstuhl. Gegenüber dem Hauptaltar befindet sich eine hölzerne Empore mit Orgel. Die Kirche ist mit hölzernen Bänken ausgestattet. Die Tür in die Sakristei ist sogar in die Altarbemalung einbezogen. Die Innenausstattung mit durchgestalteten Details, wie z. B. Beichtstuhltüren und Beschlägen, stammt aus der Erbauungszeit bzw. der zweiten Hälfte des 20. Jahrhunderts.